# Courtepin
Courtepin là một đô thị trong huyện See thuộc bang Fribourg ở Thụy Sĩ.
Khu vực này lần đầu được đề cập trong ghi chép vào năm 1259 với tên là Courtipin. Tên cũ tiếng Đức là Curtepy.
Lãnh thổ được mở rộng năm 2005 với việc sáp nhập thêm đô thị cũ Courtaman.